# Golmurti
Golmūrtī (farsi گلمورتی) è il capoluogo dello shahrestān di Dalgan, circoscrizione Centrale, nella provincia del Sistan e Baluchistan in Iran. Aveva, nel 2006, una popolazione di 2.999 abitanti.